# Mamercus de Catane
Pour les articles homonymes, voir Mamercus.
Mamercus (grec ancien : Μάμερκος), mort 338 av. J.-C., est un tyran de Catane.
Originaire d'Italie, il serait arrivé en Sicile avec une troupe de mercenaires. Homme riche et guerrier selon Plutarque, il prend le pouvoir à Catane en 345 av. J.-C..
Lorsque Timoléon débarque en Sicile, en 344, pour prendre le pouvoir à Syracuse, Mamercus s'allie avec, jusqu'à craindre le pouvoir du Corinthien qui cherche à destituer tous les tyrans siciliens. Il s'unit à Hicétas et aux Carthaginois en 339, d'abord vainqueurs, puis vaincus : Hicétas tué, Mamercus perd l'appui des Carthaginois, et est assiégé à Catane. Il trouve refuge à Messine auprès du tyran Hippôn. Timoléon assiège à son tour Messine, contraignant Hippon à la fuite et Mamercus à la reddition. 
Jugé par l'assemblée des Syracusains, il est condamné à mort par acclamation et exécuté. 
Plutarque indique également qu'il est l'auteur de poésies et de tragédies.